# Hamstead Marshall
Hamstead Marshall är en by i Hampstead Marshall i West Berkshire i Berkshire i England. Byn nämndes i Domedagsboken (Domesday Book) år 1086, och kallades då Hamestede.